# Pižma (affluente della Pečora)
La Pižma (in russo Пи́жма?) è un fiume della Russia europea settentrionale (Repubblica dei Komi), affluente di sinistra della Pečora.
Il fiume ha origine sui contrafforti meridionali della cresta Kosminskij Kamen' dei monti Timani dalla confluenza dei due rami sorgentizi Pečorskaja Pižma e Svetlaja, vicino al confine con l'Oblast' di Arcangelo, ad un'altitudine di 151,9 m. La Pečorskaja Pižma è lunga 78 km e ha origine dal piccolo lago Jamozero, la Svetlaja è lunga 47 km.
La Pižma scorre dapprima con direzione orientale in una zona quasi disabitata, successivamente settentrionale. Sfocia nella Pečora a 419 km dalla foce, a circa 5 km dall'abitato di Ust'-Cil'ma e dalla foce della Cil'ma cui è collegata da un canale. Ha una lunghezza di 283 km (che salgono a 361 km conteggiando il più lungo dei rami sorgentizi); l'area del suo bacino è di 5 470 km².
Il fiume gela, mediamente, da fine ottobre - primi di novembre fino ad aprile tardo o inizio maggio; dopo il disgelo si ha la piena, durante la quale la portata può raggiungere valori fino a 800 m³/s. Il fiume è navigabile nel suo basso corso.